# Orgalime
Orgalime (расшифровывается как Organisme de Liaison des Industries Métalliques Européennes) — европейская ассоциация машиностроительной промышленности, включающая в себя 35 торговых федераций, представляющих около 130 000 компаний, работающих в сфере механики, электрики, электроники и обработке металлов, из 23 трёх странЕвропы. В этом секторе европейской промышленности работает около 10,6 миллионов человек.
21 ноября 2007, Роберт Малер был избран в качестве нового президента ассоциации Orgalime.